# (28912) Sonahosseini
(28912) Sonahosseini est un objet de la ceinture principale extérieure découvert en 2000.

## Description
(28912) Sonahosseini a été découvert le 4 juillet 2000 à la Station Anderson Mesa, un des deux sites d'observation de l'observatoire Lowell en Arizona (États-Unis), par le programme Lowell Observatory Near-Earth-Object Search (LONEOS).

### Caractéristiques orbitales
L'orbite de cet astéroïde est caractérisée par un demi-grand axe de 3,50 ua, un périhélie de 3,17 ua, une excentricité de 0,010 et une inclinaison de 8,93° par rapport à l'écliptique. Du fait de ces caractéristiques, à savoir un demi-grand axe entre 3,2 et 4,6 ua, il est classé, selon la JPL Small-Body Database, comme objet de la ceinture principale extérieure.

### Caractéristiques physiques
(28912) Sonahosseini a une magnitude absolue (H) de 13,2 et un albédo estimé à 0,356.